# Луч (Україна)
Луч — селище в Україні, у Кролевецькій міській громаді Конотопського району Сумської області. Площа — 3,5 га. Населення становить 48 осіб. До 2020 орган місцевого самоврядування — Білогривська сільська рада.

## Географія
Селище Луч знаходиться неподалік від витоків річки Глистянка біля залізничної станції Брюловецький. За 1,5 км розташовані села Шлях, Пасіка і колишній центр сільської ради Білогриве, до центру громади - 13 км. Поруч проходить автомобільна дорога Т 1907.

## Символіка
Залізничні колії означають заснування селища одночасно з будівництвом залізниці. Ракета вказує на зберігання поблизу міжконтинентальних ракет з ядерними боєголовками. Залізничне колесо демонструє основне заняття місцевих мешканців - обслуговування залізниці. Гриб вказує на грибні місця поблизу, які користуються популярністю у кролевчан[джерело?].

## Історія
Селище Луч (попередня назва Красний Луч) виникло у 1912 р. як селище залізничників, при залізничній станції Брюловецька Південно-Західної залізниці напрямку Київ — Москва.
12 червня 2020 року, відповідно до розпорядження Кабінету Міністрів України № 723-р «Про визначення адміністративних центрів та затвердження територій територіальних громад Сумської області», селище увійшло до складу Кролевецької міської громади.
19 липня 2020 року, в результаті адміністративно-територіальної реформи та ліквідації Кролевецького району, увійшло до складу новоутвореного Конотопського району.

## Сьогодення
Переважна більшість працездатного населення працює на залізниці.